# دیستمپر سگ‌سانان
دیستمپر سگ‌سانان (به انگلیسی: Canine distemper) یک بیماری ویروسی است که گونه‌های مختلفی از پستانداران مانند سگ‌سانان، گربه‌سانان، راسوها، کفتارها، پانداها، گربه‌های زباد و بعضی از پریمات‌ها را آلوده می‌کند. تا مدت‌ها تصور می‌شد که این بیماری، گربه‌سانان را مبتلا نمی‌کند اما در سال‌های اخیر، مواردی با علائم خفیف از ابتلا به این بیماری در گربه‌سانان بزرگ و کوچک مشاهده شده‌است. بیماری پنلوکوپنی، نوعی عفونت ویروسی متفاوت از این بیماری است که تنها گربه‌سانان را آلوده می‌کند. دیستمپر در سگ‌سانان بخش‌های مختلفی از بدن حیوان از جمله دستگاه گوارش، سیستم عصبی، دستگاه تنفس و مغز و نخاع را آلوده می‌کند.

## علائم بالینی
علائم ابتلا به دیستمپر بسیار متنوع هستند. این علائم می‌تواند طی ۱۰ روز از ابتلا یا پس از هفته‌ها و ماه‌ها ظاهر شوند. برخی از این علایم شامل تب، اسهال، تهوع، ترشح شدید بزاق، التهاب در چشم‌ها و بینی، آبریزش بینی، سرفه، دشواری تنفس، سینه‌پهلو، دیسانتری، خشکی بینی، کاهش وزن، دهیدراتاسیون، بی‌اشتهایی، لتالرژی و عفونت‌های ثانویهٔ باکتریایی شود. دیستمپر در برخی موارد نیز بدون علامت است.
ابتلا به دیستمپر می‌تواند منجر به مشکلات شدید عصبی و بروز مواردی چون تشنج، بی‌اختیاری در حرکت یک عضله یا گروهی از عضلات و رعشه‌های شدید موسوم به رعشه یا تیک دیستمپری شود. تحریک‌پذیری و حساسیت شدید به مواردی مانند نور، درد و لمس شدن، از دیگر علائم دیستمپر هستند. برخی موارد پیشرفته دیستمپر می‌توانند منجر به فلج شدن یا نابینایی شوند. دیستمپر در برخی موارد نیز بدون علامت است.

## علائم مزمن
سگ‌های بهبود یافته و درمان شده، عموماً تا پایان عمر، دارای عوارض مزمن ناشی از دیستمپر هستند.
برخی از سگ‌ها پس از بهبود، دارای مشکلات عصبی ناشی از تخریب نورون‌ها، سخت شدن و ایجاد لایه‌های شاخی در کف پا و پنجه‌ها، بروز مشکلات در مینای دندان و لثه به‌ویژه در توله‌ها، مشکلات و ناهماهنگی در اندام‌های حرکتی، تشنج‌های مکرر و فلج کامل یا جزئی، از دیگر عوارض طولانی‌مدت این بیماری هستند.

## ویروس‌شناسی

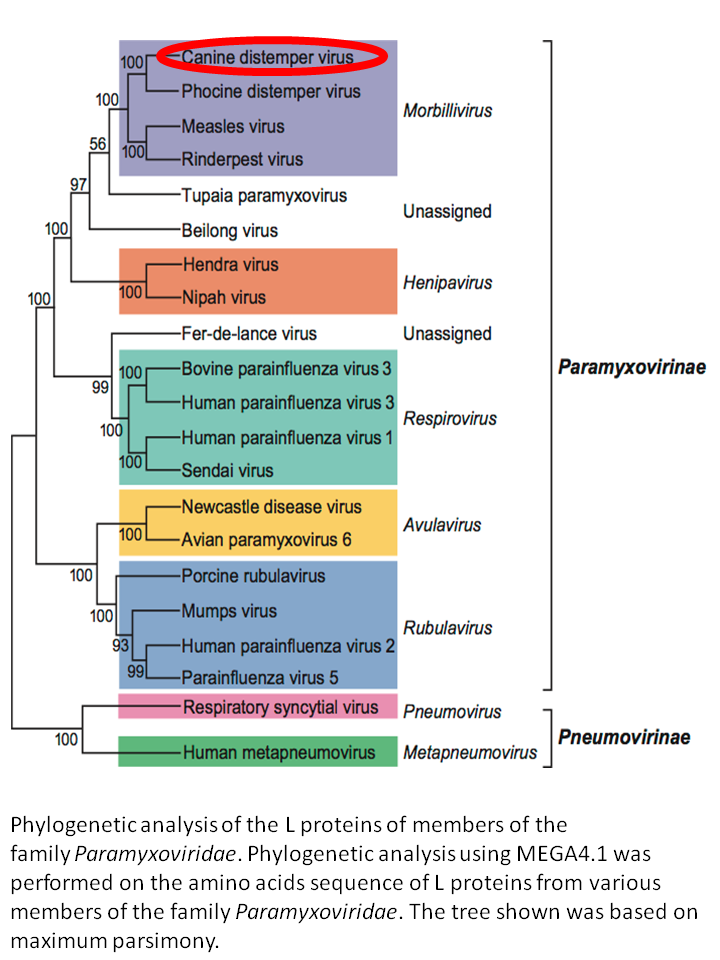
موقعیت ویروس دیستمپر سگ در درخت فیلوژنتیک پارامیکسوویروس ها

ویروس عامل بیماری دیستمپر، یک آران‌ای ویروس تک‌رشته‌ای از خانواده پارامیکسوویروس‌ها است. پارامیکسوویروس‌ها در انسان باعث بیماری‌هایی مانند سرخک، اوریون و سین‌سیشیال تنفسی می‌شوند. دیستمپر در سگ‌سانان به شدت مسری بوده و معمولاً از طریق تنفس منتقل می‌شود. این بیماری درصد کشندگی بالایی داشته و بهبود حیوان بیمار به عواملی مانند سن و ویژگی‌های فیزیکی و سلامتی حیوان و سویه ویروس عامل بیماری و همچنین کیفیت مراقبت و درمان حیوان بستگی دارد. با وجود انجام واکسیناسیون در بسیاری از مناطق، این بیماری همچنان تهدیدی جدی برای سگ‌ها به‌شمار می‌رود.

## پیشگیری
تا کنون چند واکسن برای پیشگیری از دیستمپر برای سگ‌ها و راسوها ساخته شده‌است. جانور مبتلا به این بیماری، پس از بهبود تا ماه‌ها ناقل ویروس است و باید قرنطینه شده و در فضایی مجزا و بدون ارتباط با حیوانات سالم نگهداری شود.

## درمان
مانند بیماری سرخک، برای دیستمپر نیز روش درمانی قطعی شناسایی نشده‌است و مراقبت‌ها از نوع درمان‌های حمایتی است. درمان‌ها عموماً شامل تقویت بدن حیوان بیمار از طریق تأمین مایعات و مواد مغذی و الکترولیت‌های مورد نیاز، پیشگیری از هرگونه عفونت باکتریایی ثانویه، تجویز داروهای ضدتشنج، داروهای تب‌بُر و آنتی‌بیوتیک‌ها هستند.